# Ambroise Vollard
Ambroise Vollard (Saint-Denis, 3 luglio 1866 – Versailles, 21 luglio 1939) è stato un imprenditore, gallerista e mercante d'arte francese.

## Biografia
Nella sua galleria parigina, Vollard fu mercante d'arte e soprattutto promotore delle avanguardie, che fece conoscere ai più grandi collezionisti europei e statunitensi.
Tra i suoi importanti artisti furono Paul Cézanne, Aristide Maillol, Pablo Picasso, Georges Rouault, Paul Gauguin e Vincent van Gogh e Marc Chagall, al quale commissionò nel 1923 una serie di acqueforti per Le anime morte di Gogol (1924-1925), le Favole di La Fontaine (1926-1928), quindi la Bibbia (1930-1939). 

Nel 1901 fu tra i primi a promuovere le opere di Pablo Picasso appena arrivato a Parigi.

La sua galleria si trovava al 6 di rue Laffitte.
Morì in un incidente d'auto a Versailles.

## I ritratti di Vollard

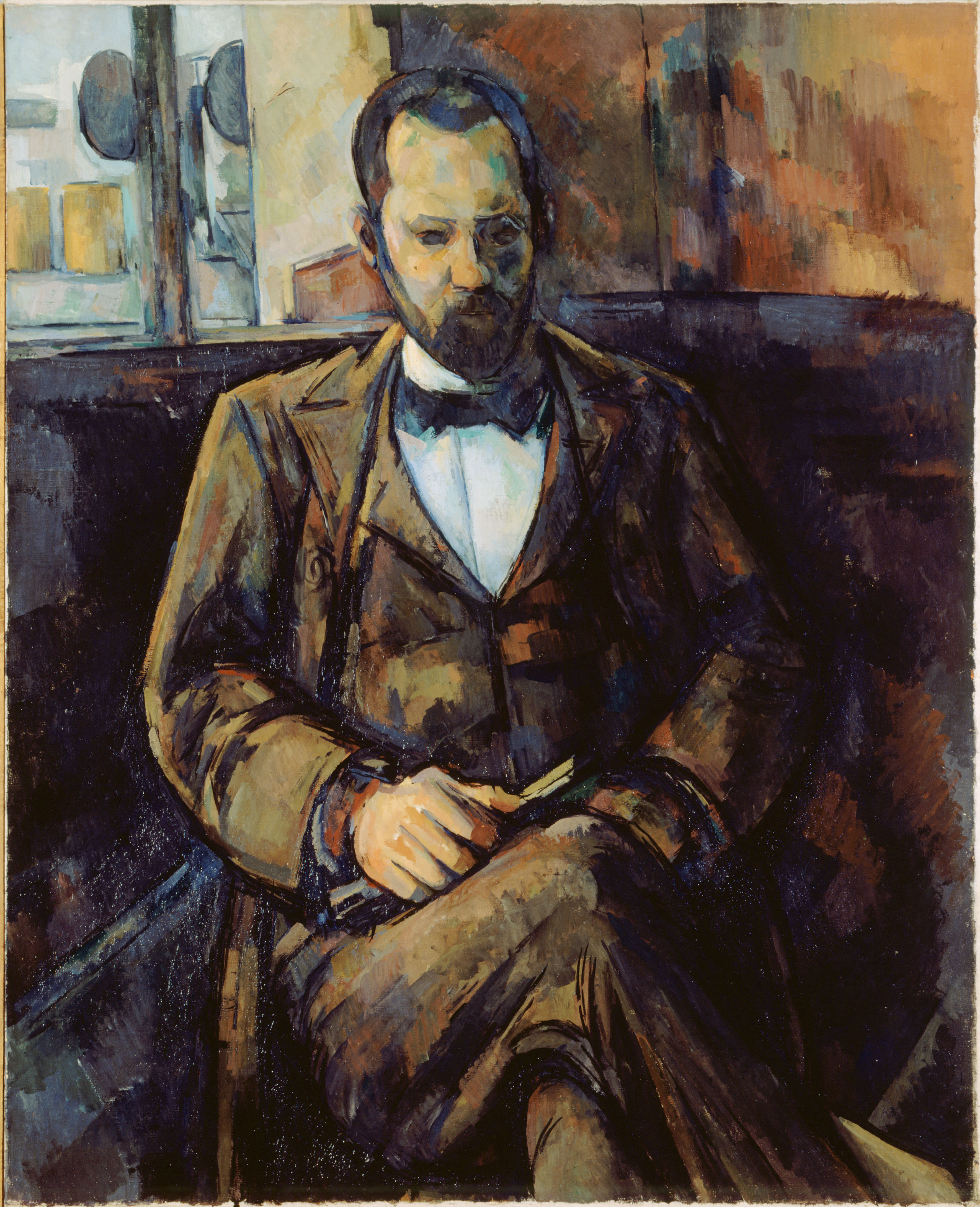
Ritratto da Cézanne,1899
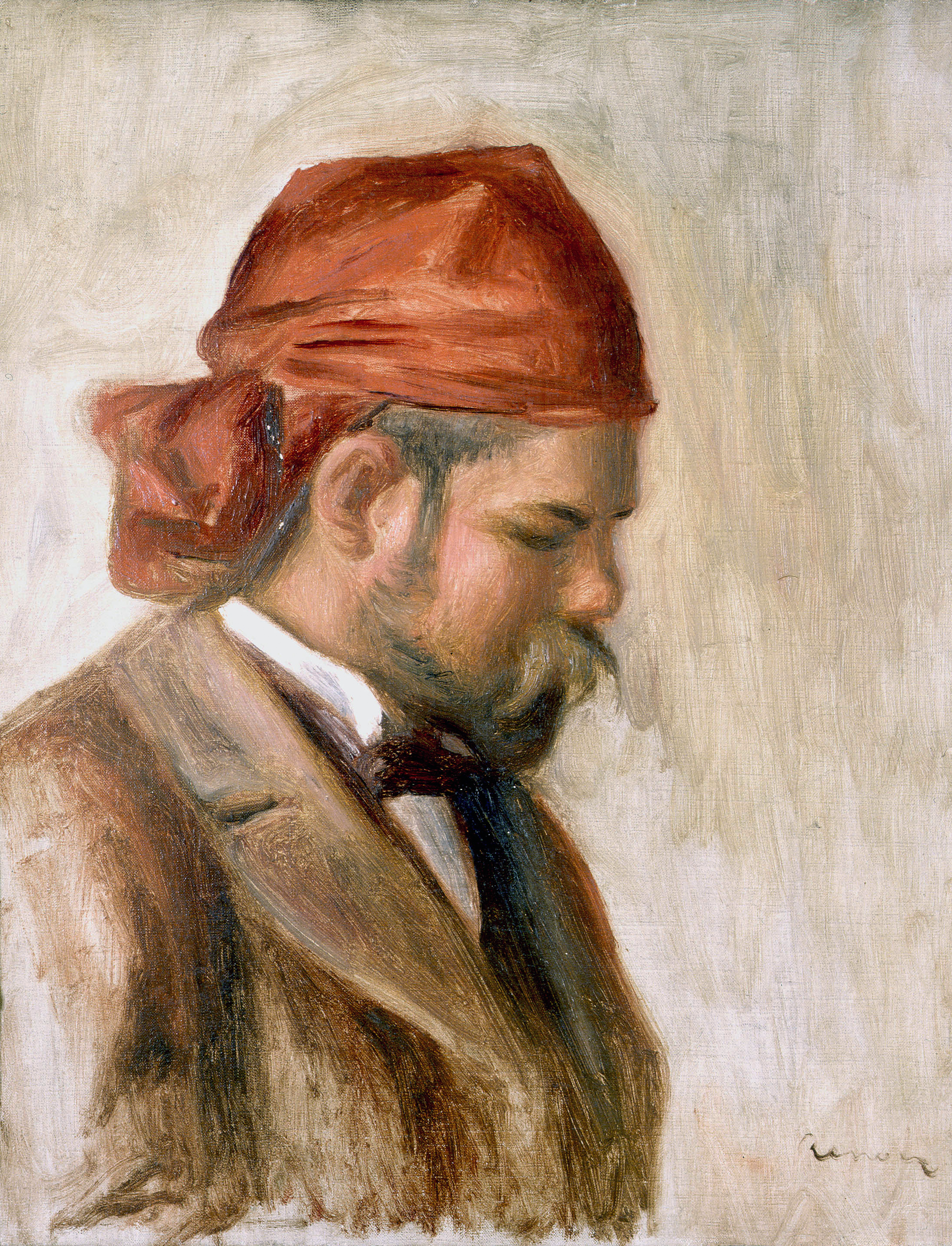
Ritratto da Renoir, 1906
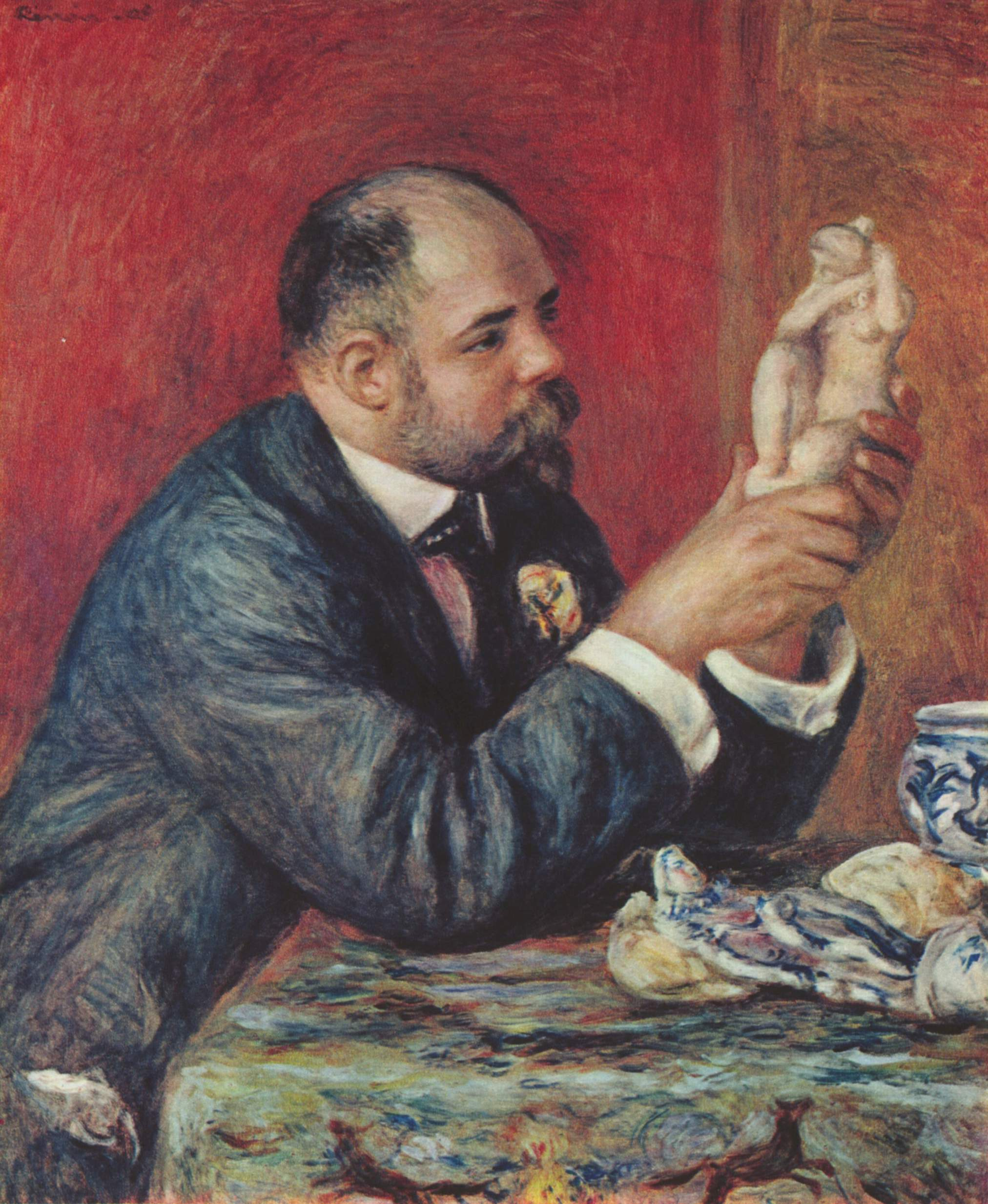
Ritratto da Renoir, 1908
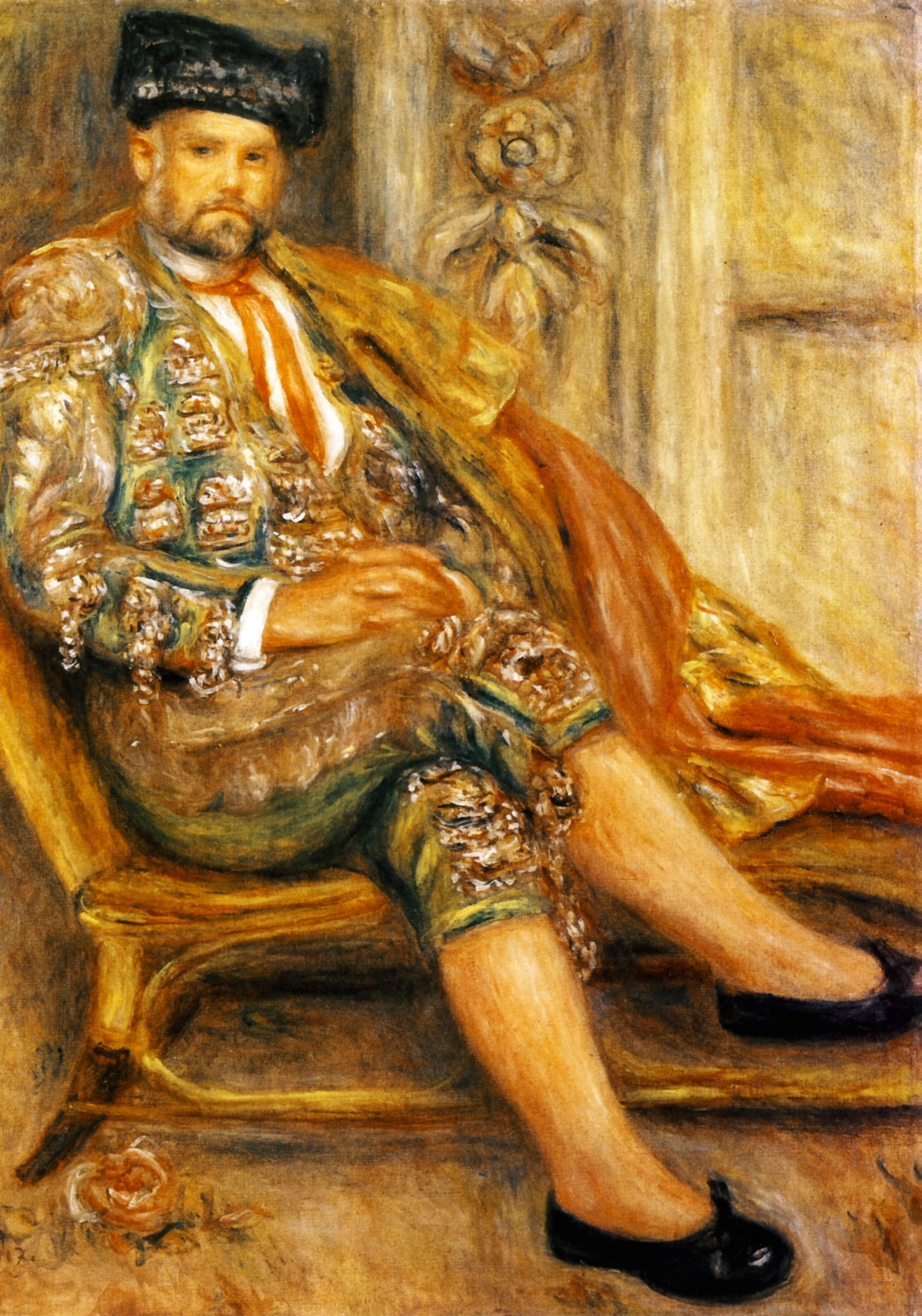
Ritratto da Renoir, 1917